# Audrey Hollander

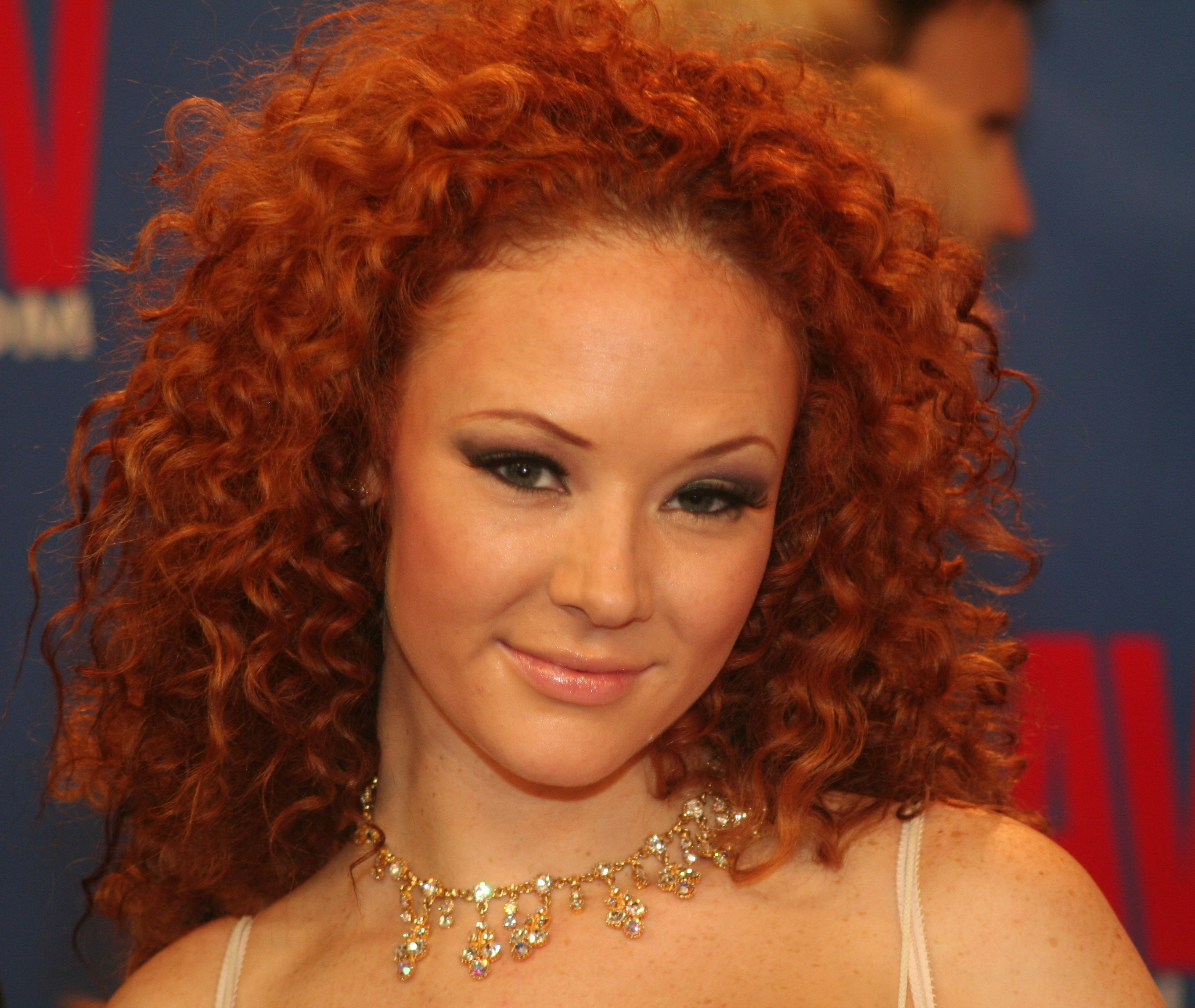
Audrey Hollander bei den AVN Awards (2006)

Audrey Hollander (* 4. November 1979 in Louisville, Kentucky als Lindsay Gene Abston Brush) ist eine US-amerikanische Pornodarstellerin.

## Leben
Bekannt wurde sie durch die Hauptrolle in dem Film Catherine von Michael Ninn. Der Film ist nach dem ersten Teil von Neo Pornographia die zweite Zusammenarbeit mit Michael Ninn und wurde mit einem AVN Award für Best Art Direction und Best Packaging ausgezeichnet. Als ihr besonderes Markenzeichen gelten ihre roten Naturlocken und ihre Bereitschaft, in extremen Szenen mitzuwirken. Ein Beispiel ist die Tatsache, dass Audrey Hollander mit weit mehr als 50 analen Doppelpenetrations-Szenen die aktivste Darstellerin dieses Genres ist.
Hollander war mit dem Darsteller und Regisseur Otto Bauer verheiratet und lebt in Los Angeles. 2008 traten beide in dem Dokumentarfilm 9to5 – Days in Porn von Jens Hoffmann auf.

## Filmografie (Auswahl)
- 2004: Girlvert 6
- 2005: Catherine
- 2005: Neo Pornographia
- 2008: 9to5 – Days in Porn

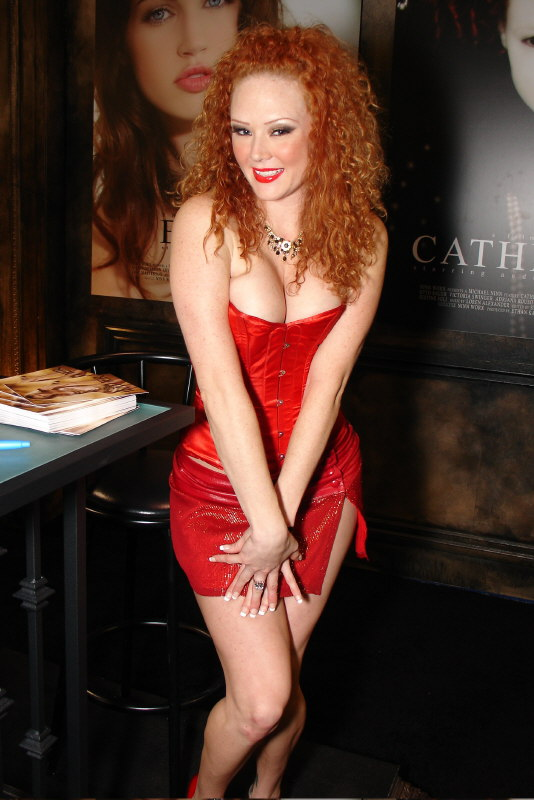
Audrey Hollander (2007)

- 2009: This Isn’t Twilight: The XXX Parody

## Auszeichnungen
- 2005: AVN Award für „Best All-Girl Sex Scene (Video)“ in The Violation of Audrey Hollander (mit Gia Paloma, Ashley Blue, Tyla Wynn, Brodi und Kelly Kline)
- 2005: XRCO Award für „Best Girl/Girl Scene“ in The Violation of Audrey Hollander
- 2006: AVN Award als „Female Performer of the Year“
- 2006: AVN Award für „Best Anal Sex Scene – Film“ in Sentenced (zusammen mit Otto Bauer)
- 2006: Eroticline Award als „Best International Actress“
- 2006: AVN Award für „Best Group Sex Scene (Video)“ in Squealer (zusammen mit Smokey Flame, Jassie, Kimberly Kane, Otto Bauer, Scott Lyons, Kris Slater & Scott Nails)
- 2008: AVN Award für „Most Outrageous Sex Scene“ in Ass Blasting Felching Anal Whores (zusammen mit Cindy Crawford und Rick Masters)
- 2024: Aufnahme in die AVN Hall of Fame[2]